# Flône
Flône is een plaats en deelgemeente van de Belgische gemeente Amay, het was een zelfstandige gemeente tot aan de gemeentelijke herindeling van 1977. Flône ligt langs de Maas in de provincie Luik.

## Geschiedenis
Vanaf de 13e eeuw waren er loodmijnen in bedrijf, vanaf de 14e eeuw werd er ook steenkool gewonnen. In 1330 werd de Vrede van Flône gesloten die tot een korte pauze in de Awans- en Warouxoorlog leidde. In de 17e eeuw werd ook aluin gewonnen. In de 19e eeuw volgden steengroeven waar kalksteen werd gewonnen en bijbehorende kalkovens. In 1853 volgde een fabriek van de Vieille Montagne voor de verwerking van zink. De vroege mijnbouw werd gerealiseerd door de Abdij van Flône.

## Bezienswaardigheden
- De voormalige Abdij van Flône.

## Natuur en landschap
Flône ligt aan de Maas. De plaats kende een grote steengroeve: de voormalige Carrière Dumont-Wautier. Deze groeve werd in 1889 geopend. Er werd kalksteen gewonnen en er verrezen kalkovens. Op de noordhelling vindt men het Grand Bois de Jehay. De hoogte aan de Abdijkerk bedraagt 75 meter. 

## Demografische ontwikkeling
- Bronnen:NIS, Opm:1831 tot en met 1970=volkstellingen; 1976 = inwoneraantal op 31 december

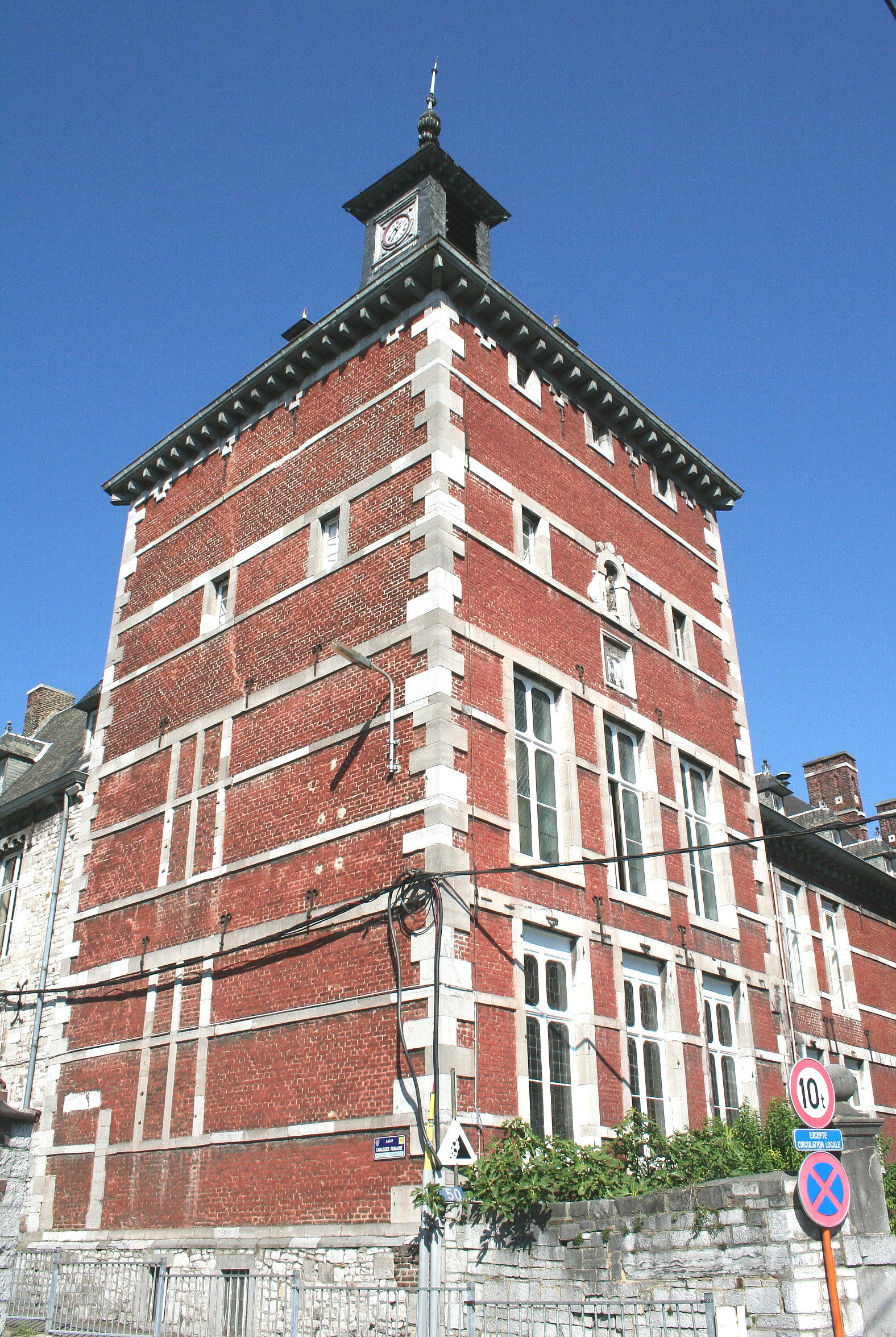
Toren van de abdij van Flône

## Nabijgelegen kernen
Warfusée, Hermalle-sous-Huy, Engis, Amay, Jehay
Amay · Ampsin · Flône · Jehay · Ombret

Belgische gemeenten · arrondissement Hoei · provincie Luik · Wallonië